# 아딜한 사긴디코프
아딜한 시를리바예비치 사긴디코프(카자흐어: Әділхан Сырлыбайұлы Сағындықов 애딜한 스를르바이울르 사근드코프, 러시아어: Адильхан Сырлыбаевич Сагындыков, 1979년 6월 26일~)는 카자흐스탄의 태권도 선수이다. 2004년 하계 올림픽에 참가했으며, 1999년 세계 태권도 선수권 대회 남자 헤비급에서 동메달을 획득했다.